# Justicia quinqueangularis
Justicia quinqueangularis är en akantusväxtart som beskrevs av Koen. och William Roxburgh. Justicia quinqueangularis ingår i släktet Justicia och familjen akantusväxter. Inga underarter finns listade i Catalogue of Life.